# Система числення мая

Цифри мая

Цифри мая — позиційний запис, заснований на двадцятковій системі числення (за основою 20), що використовувалася цивілізацією Мая у доколумбовій Мезоамериці.
Цифри мая складалися з трьох елементів: нуля (знак черепашки), одиниці (точка) і п'ятірки (горизонтальна риска). Наприклад, 19 писалося як чотири точки у горизонтальному рядку над трьома горизонтальними рисками.

## Числа більше 19
| Третій розряд (чотирьохсотки) |    |     |      |
| Другий розряд (двадцятки)     |    |     |      |
| Перший розряд (одиниці)       |    |     |      |
|                               | 32 | 429 | 4805 |

Числа більше 19 писалися вертикально знизу догори за ступенями 20. Наприклад:
- 32 писалося як (1) (12) = 1 × 20 + 12
- 429 як (1) (1) (9) = 1 × 400 + 1 × 20 + 9
- 4805 як (12) (0) (5) = 12 × 400 + 0 × 20 + 5

Для запису цифр від 1 до 19 іноді також використовувалися зображення божеств. Такі цифри використовувалися вкрай рідко і збереглися лише на кількох монументальних стелах.

## Нуль
Календар мая вимагав використання нуля для позначення порожнього розряду. Перша дата з нулем, яка дійшла до сучасності (на стелі 2 в Чіапа-де Корсо, Чіапас) датована 36 роком до н. е.

## Приклади

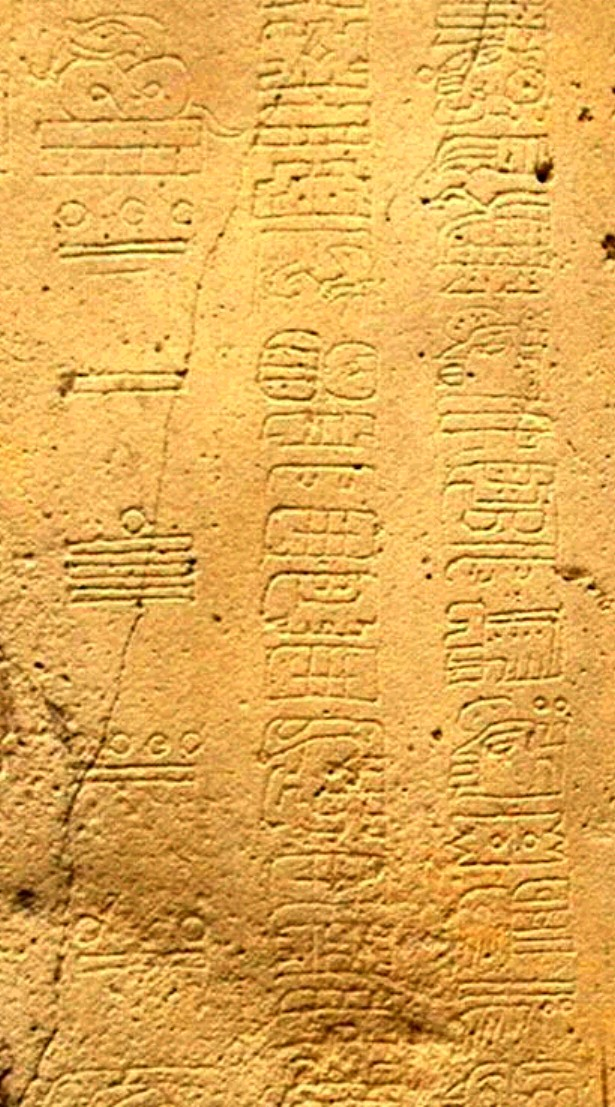
Докладне зображення трьох колонок на стелі 1 в Ла-Мохарра. Ліва дата — 8.5.16.9.7, тобто 156 рік н. е.

Кожен рівень множився на 20, таким чином найнижчий рівень виглядав так: 20^0 (x1), другий рівень так: 20^1 (x20), третій рівень: 20^2 (x400) і так далі...

Що дає :

| Значення | Цифри мая | Запис десятковою системою |
| -------- | --------- | --- |
| 27       |           | 1*20+7*1 {\displaystyle (1*20^{1}+7*20^{0})}                                                                                         |
| 358      |           | 17*20+18*1 {\displaystyle (17*20^{1}+18*20^{0})}                                                                                     |
| 340      |           | 17*20+0*1 {\displaystyle (17*20^{1}+0*20^{0})}                                                                                       |
| 112211   |           | 14*8000+0*400+10*20+11*1 {\displaystyle (14*20^{3}+0*20^{2}+10*20^{1}+11*20^{0})}                                                    |
| 1378420  |           | 8*160000+12*8000+6*400+1*20+0*1 {\displaystyle (8*20^{4}+12*20^{3}+6*20^{2}+1*20^{1}+0*20^{0})}                                      |
| 64000000 |           | 1*64000000+0*3200000+0*160000+0*8000+0*400+0*20+0*1 {\displaystyle (1*20^{6}+0*20^{5}+0*20^{4}+0*20^{3}+0*20^{2}+0*20^{1}+0*20^{0})} |

## У календарі
У «довгому рахунку» календаря мая був використаний різновид 20-кової системи числення, в якій другий розряд міг містити тільки цифри від 0 до 17, після чого до третього розряду додавалася одиниця. Таким чином, одиниця третього розряду означала не 400, а 18 × 20 = 360, що близько до кількості днів у сонячному році.